# Mica scema la ragazza!
Mica scema la ragazza! (Une belle fille comme moi) è un film del 1972 diretto da François Truffaut.
Fu girato a Béziers e Lunel dal 14 febbraio al 12 aprile 1972 e fu proiettato la prima volta al pubblico il 13 settembre 1972.

## Trama
Stanislao Prévine è un sociologo che intende scrivere un saggio sulla criminalità femminile. Sceglie il caso di Camille, una detenuta accusata di omicidio. Recatosi in carcere, incontra la ragazza per una serie di colloqui che intendono ricostruire la sua vita. Camille parla del padre, alcolizzato e violento, che muore per causa sua; della sua esperienza in un centro per delinquenti minorenni, da cui riesce a fuggire; del suo matrimonio con Clovis, figlio di un'avida benzinaia che viene derubata; della fuga col marito a Parigi, che la porterà a lavorare come cameriera in un locale notturno; dei suoi desideri di esordire come cantante; del suo amore per Sam, l'attrazione del locale.
Col tempo Camille rivela sempre di più un'indole sfrenata e calcolatrice, istintivamente portata a strumentalizzare l'attrazione che esercita sugli uomini. Stanislao se ne invaghisce, assecondandone i progressivi desideri: questi passano dalla frutta secca, che in carcere manca, a un banjo, per finire con il reperimento della prova che consente la scarcerazione della donna, scagionata dall'omicidio di uno dei suoi amanti.
Stanislao, inutilmente messo sull'avviso dalla assistente, finisce per cadere prigioniero del meccanismo predisposto da Camille, che in un solo colpo si libera di tutti gli amanti scomodi, si appropria della ricca eredità della suocera e finisce per far ricadere la colpa sul povero sociologo, con la complicità dell'avvocato di quest'ultimo. Stanislao, dopo aver ricevuto la visita di Camille in carcere, rimane a spazzare il cortile della prigione, mentre la giovane assistente, che evidentemente non lo ha abbandonato, continua a scrivere a macchina per uno studio della criminalità femminile.

## Temi e curiosità
Il film tratta, in modo alquanto beffardo e in qualche modo rovesciato, alcuni dei temi cari a Truffaut. Ad esempio, la fascinazione per il femminino (al centro di tutta l'opera e particolarmente evidente, ad esempio, ne L'uomo che amava le donne) subisce qui uno scarto decisamente sarcastico e quasi autocritico, con una serie di protagonisti maschili manovrati come marionette dalla flessuosa protagonista, cui presta un corpo elastico e conturbante Bernadette Lafont.
Altro tema evidente è la messa alla berlina di certi estremismi delle interpretazioni sociologiche (o religiose) che fanno escogitare al protagonista (e al personaggio del derattizzatore bigotto) giustificazioni inconsistenti a condotte dai moventi evidenti (attrazione sensuale, avidità, ecc.), a favore della banale saggezza del senso comune.
Non manca, come tipico della filmografia di Truffaut, la consueta figura di madre crudele (la suocera di Camille) né un sapido strale contro l'estetismo a volte inane dei cineasti (nella scena del bambino, regista di un filmino amatoriale di una gita, che non vorrebbe consegnare la prova che dimostra l'innocenza di Camille perché «è ancora in lavorazione e il montaggio non è completato»). Ci sono molti riferimenti a molti suoi film, come ad esempio il letto nell'angolo da I 400 colpi.
A proposito della scena risolutiva ai fini della trama che peraltro non cambia il percorso travolgente della protagonista, quella del ragazzino cineamatore,  Truffaut ha avuto modo di dire: «Se con quel ragazzino ho voluto prendermi gioco di qualcuno, non può trattarsi che di me stesso». La realtà per il regista è il cinema e la «dichiarazione suona a conferma di quanto si va affermando: per Truffaut ciò che conta è veramente il cinema. In caso contrario non ci scherzerebbe neppure sopra».